# Лис, Богдан
Бо́гдан Е́жи Лис (пол. Bogdan Jerzy Lis; 10 ноября 1952, Гданьск) — польский профсоюзный деятель и политик, один из руководителей профобъединения Солидарность в 1980—1981, организатор подпольных структур «Солидарности» в 1981—1988. Участник Круглого Стола в 1989. В 1989—1991 — сенатор, в 2007—2011 — депутат сейма.

## Биография
Богдан Лис родился 10 ноября 1952 года в Гданьске.
Окончил училище механизаторов. С 18-летнего возраста работал механиком и наладчиком оборудования в Гданьском порту и на электротехническом заводе «Элмор». Участвовал в рабочих протестах декабря 1970 года. В 1971—1972 годах находился в заключении. С 1972 года снова работал в порту электротехником. В 1975—1981 годах состоял в ПОРП.

## «Солидарность»: профактив и подполье
В 1978 году Богдан Лис примкнул к Свободным профсоюзам Побережья, активистами которых были Лех Валенса и Анджей Гвязда. В августе 1980 года организовал забастовку на «Элморе». 16 августа 1980 стал заместителем председателя Межзаводского забастовочного комитета, созданного на Гданьской судоверфи им. Ленина. Участвовал в переговорах с правительственной делегацией, завершившихся подписанием исторических августовских соглашений 1980 года.

Ключевой вопрос касался свободных профсоюзов. Власти хотели втянуть нас в официальную структуру. Но это был рубеж, который нельзя сдать. Помню совещание по этому вопросу. Мы пошли в заводской цех, где не было прослушки. Мы знали по опыту декабря 1970 года, что без своей организации мы не получим от властей никаких гарантий, они не выполнят никаких обязательств. Все требования были написаны в одну ночь. Мы потребовали новых профсоюзов.
— Богдан Лис
Богдан Лис был избран в состав Всепольской комиссии профобъединения «Солидарность». Являлся одним из ведущих лидеров профсоюза в общенациональном масштабе. Совмещал социал-демократизм рабочих требований с либеральными установками с области политической демократизации. Эволюционировал к радикализму по мере ужесточения позиции ПОРП.
При введении военного положения 13 декабря 1981 года сумел избежать интернирования. Приступил к формированию ячеек подпольной «Солидарности» в Гданьске и Поморском воеводстве. Сумел организовать дееспособные подпольные структуры. В апреле 1982 года участвовал в учреждении всепольской координационной комиссии подпольного профсоюза. Вместе со Збигневом Буяком и Владиславом Фрасынюком являлся одним из главных оперативно-политических руководителей «Солидарности» в подпольного периода.
8 июня 1984 года Лис был выслежен и арестован службой госбезопасности. За арест Лиса начальник Гданьского воеводского управления МВД генерал Анджеевский удостоился похвалы министра внутренних дел Чеслава Кищака и получил денежную премию. Однако уже 8 декабря 1984 года Лис был освобождён по амнистии. 13 февраля 1985 после открытого заседания гданьских активистов «Солидарности» он был вторично арестован и осуждён на 2,5 года заключения. Вновь освобождён по амнистии 11 сентября 1986 года.
С 1986 — член временного совета «Солидарности». В 1987 — член национального исполкома нелегального профсоюза. Курировал международные связи «Солидарности». Активно участвовал в организации массовых акций гражданского неповиновения.

## Третья Речь Посполитая: социал-либеральный политик
Был одним из лидеров забастовочной волны весной-летом 1988 года. В апреле 1988 года Лис в очередной раз был арестован, однако уже в мае освобождён. В июле Богдан Лис стал одним из организаторов мощной забастовки на шахте «Июльский манифест» в Силезии.
Лис входил в делегацию «Солидарности» на переговорах Круглого стола. На выборах 4 июня 1989 избран в Сенат Польши. Избран в президиум «Солидарности» на II съезде профобъединения в апреле 1990 года.
С 1991 года, по истечении сенаторских полномочий, Богдан Лис занялся бизнесом, учредив фирму по производству термоизоляторов. Возобновил политическую активность в 1997 году, вступив в Союз свободы — либеральную партию Тадеуша Мазовецкого. Придерживался в партии левоцентристской позиции. В 2005 году Союз свободы преобразовался в «Демократическую партию — demokraci.pl» (PD). Дважды — в 2001 и 2005 годах — Лис неудачно баллотировался в сейм. Был избран от Гданьска в 2007 году.
В 2008—2009 годах Богдан Лис председательствовал в парламентском клубе демократов. В июне 2009 года порвал с PD из-за её сотрудничества с бывшей ПОРП перешёл в социал-либеральную Демократическую партию (SD, в ПНР была аффилирована с ПОРП). Возглавил в SD фракцию, ориентированную на традиции «Солидарности».
В 2005 году Богдан Лис инициировал приглашение на 25-летний юбилей «Солидарности» румынского диссидента Юлиуса Филипа — направившего приветствие I съезду независимого профсоюза в 1981 и отбывавшего за это тюремный срок.
В условиях фактически сложившейся в Польше двухпартийной системы — консервативной партии Право и справедливость и либеральной Гражданской платформы — альтернативные политические структуры оказались в основном маргинализированы. В 2011 году Лис баллотировался в сенат, но не был избран. 20 апреля 2013 года съезд SD вновь избрал его заместителем председателя.
Политическая линия Лиса после 1989 года в наибольшей степени коррелируется с позициями Буяка и Фрасынюка — основных соратников по руководству подпольем в 1982—1988 годах.

## Награды
- Указом президента Польши в изгнании Рышарда Качоровского от 11 ноября 1990 года Богдан Лис был награжден Рыцарским крестом Ордена Возрождения Польши[8].
- Указом президента Польши Леха Качиньского от 28 августа 2006 года Богдан Лис был награждён Большим крестом ордена Возрождения Польши[9].